# Orcia
Der Orcia ist ein 70 km langer Fluss in der Region Toskana in Italien, der die Provinzen Siena und Grosseto von Ost nach West durchquert und bei Monte Antico (Ortsteil von Civitella Paganico) als linker Nebenfluss in den Ombrone mündet.

## Verlauf
Der Fluss entspringt in den Hügeln südlich des Monte Cetona in der Gemeinde Sarteano in der Provinz Siena und fließt zunächst südlich in Richtung San Casciano dei Bagni, dessen Gebiet er nur wenige Meter berührt. Von dort führt der Flusslauf zunächst nach Nordwesten nach Radicofani, dessen Gemeindegebiet er 11 km lang durchfließt und wo die Torrenti Gucenna, Landola und Gragnano von rechts zufließen. Am Ortsende fügt sich der insgesamt 16 km lange Torrente Formone, der die Grenze zu Castiglione d’Orcia darstellt, von links und von Süden kommend in den Flusslauf ein. Weiter nordwestlich berührt er die südlichen Ortsteile von Pienza, wo er die Grenze zu Castiglione d’Orcia markiert. Hier mündet von Norden kommend zunächst der Rigo von rechts und dann der Vellora (13 km) von Süden aus dem Ortsgebiet von Castiglione d’Orcia kommend von links ein. Kurz vor der Mündung passiert er die Provinzialstraße SP 18, die von Gallina nach Pienza führt, mit ihrer antiken Brücke Ponte di Pian di Maggio. Diese ist seit Ende November 2012 eine Brückenruine, als sie wegen Hochwasser einstürzte. Nach dem Castello di Spedaletto (Pienza, auch genannt Spedale del ponte dell’Orcia aufgrund der in der Nähe liegenden Brückenruine) empfängt er die Wasser des Torrente Tresa (13 km), der von Norden kommend von rechts zustößt. Im Abschnitt zwischen dem Zufluss des Formone bis kurz nach Spedaletto verläuft der Fluss südlich und parallel zur Provinzialstraße SP 53, dann passiert er die Brückenruine Antico Ponte sull’Orcia, die 1944 von der Wehrmacht gesprengt wurde. Im Ortsgebiet von San Quirico d’Orcia, wo er insgesamt nur 2 km verbringt, unterquert er zunächst die neue Brücke der Via Cassia und kurz vor dem Thermalort Bagno Vignoni die alte Steinbrücke Ponte sull’Orcia, die 1528 als Verbindung zu der gegenüberliegenden Festung von Rocca d’Orcia (Ortsteil von Castiglione d’Orcia) von Baldassare Peruzzi errichtet wurde, aber mehrfach renoviert und verstärkt wurde, auch aufgrund der Zerstörungen der Wehrmacht. Danach passiert er die Brückenruine Ponte di Mulina, die an der (heute nicht mehr existierenden) Mühle von Bagno Vignoni bestand und um 1929 zusammenbrach.
Nach Bagno Vignoni wendet der Fluss sich südwestlich, wo er Ripa (auch Ripa d’Orcia, Ortsteil von Castiglione d’Orcia) passiert und in die südlichen Gemeindegebiete von Montalcino fließt bzw. zunächst als Grenzfluss zu Castiglione d’Orcia dient. Von rechts mündet hier der Fluss Asso ein und die Bahnstrecke Siena–Grosseto folgt dem Flussverlauf bis zu seiner Mündung. In Stazione di Monte Amiata (auch Monte Amiata Scalo genannt, Haltepunkt (Scalo) der Bahnstrecke. Der Ort gehört rechtsseitig (nördlich) des Orcia zu Montalcino und südlich zu Castiglione d’Orcia.) wird der Orcia von dem Aquädukt Acquedotto del Vivo (auch Acquedotto di Siena genannt) überquert. Der Ente fließt südlich von Castelnuovo dell’Abate (Ortsteil von Montalcino, nahe der Abtei Sant’Antimo) ein und nach wenigen Kilometern passiert er die Provinzgrenze zur Provinz Grosseto bei Sant’Angelo in Colle (Montalcino) und die Gemeindegebiete der nordwestlich des Monte Amiata liegenden Orte von Castel del Piano (Ortsteil Montenero d’Orcia) und Cinigiano (Ortsteil Borgo Santa Rita bei 102 Höhenmetern). Von dort erreicht er Paganico (Civitella Paganico), in dessen Ortsteil Monte Antico der Lauf des Flusses mit dem Zufluss in den Ombrone endet.

## Val d’Orcia
Das Orciatal ist seit 2004 Teil des Weltkulturerbe.

## Naturparks
Am Oberlauf des Flusses zwischen Pienza und Sarteano befindet sich der Naturpark Riserva Naturale Lucciolabella (auch Lucciola bella genannt).

## Bilder

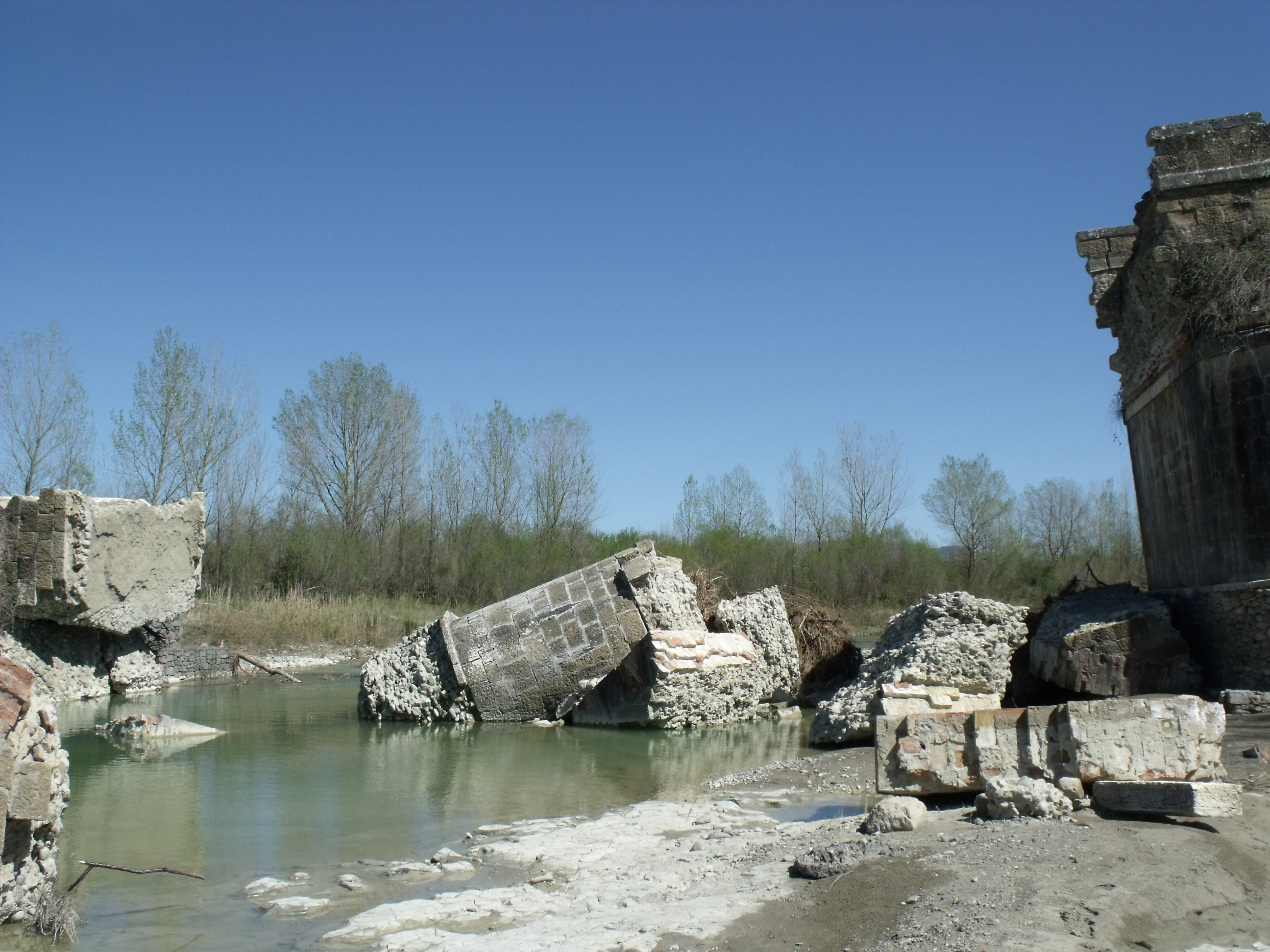
Der Orcia an der 2012 eingestürzten Brücke Ponte di Pian di Maggio zwischen Gallina und Pienza
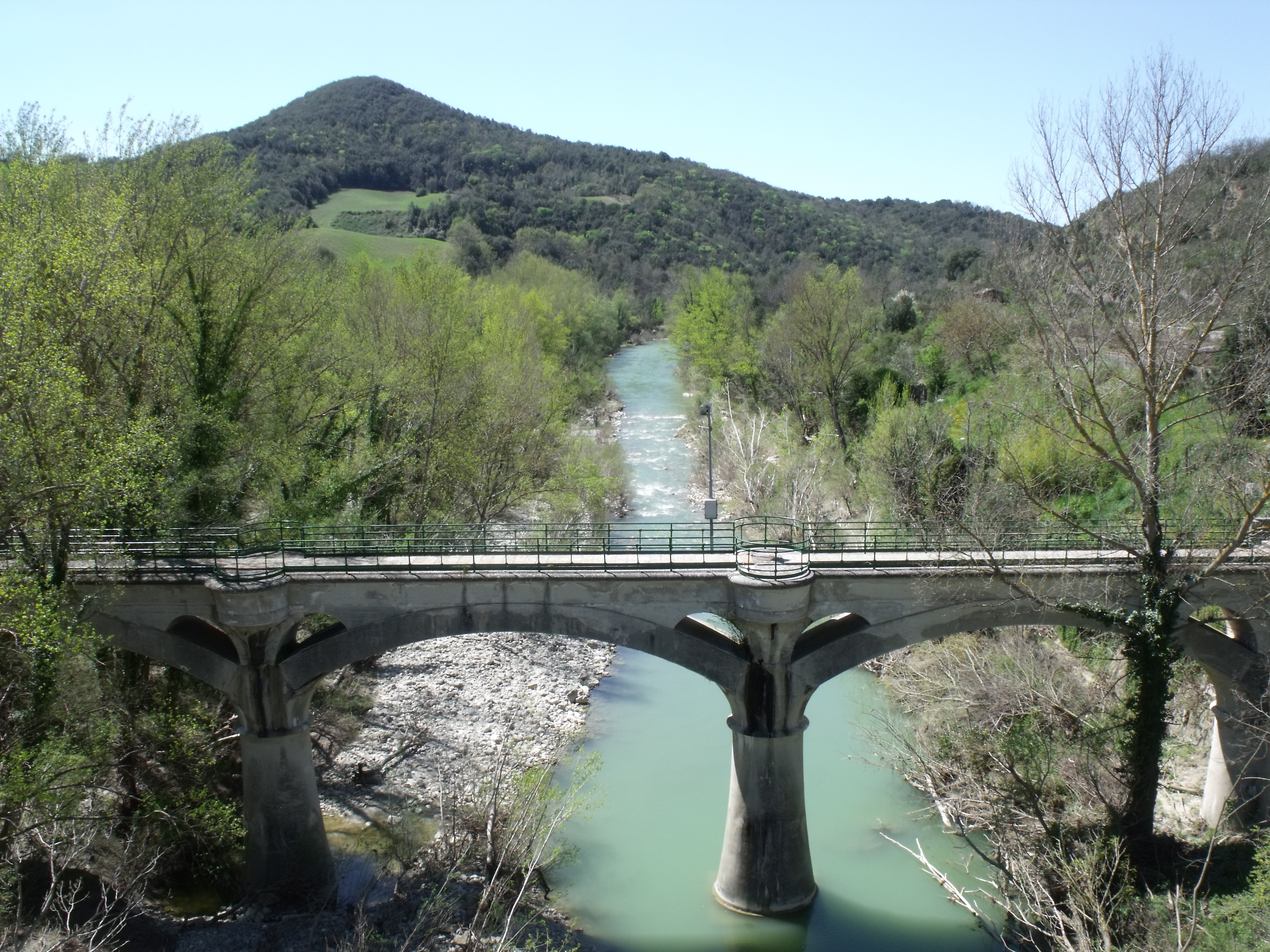
Das Acquedotto del Vivo über dem Orcia bei Monte Amiata Scalo (Stazione), Ortsteil von Montalcino und Castiglione d’Orcia
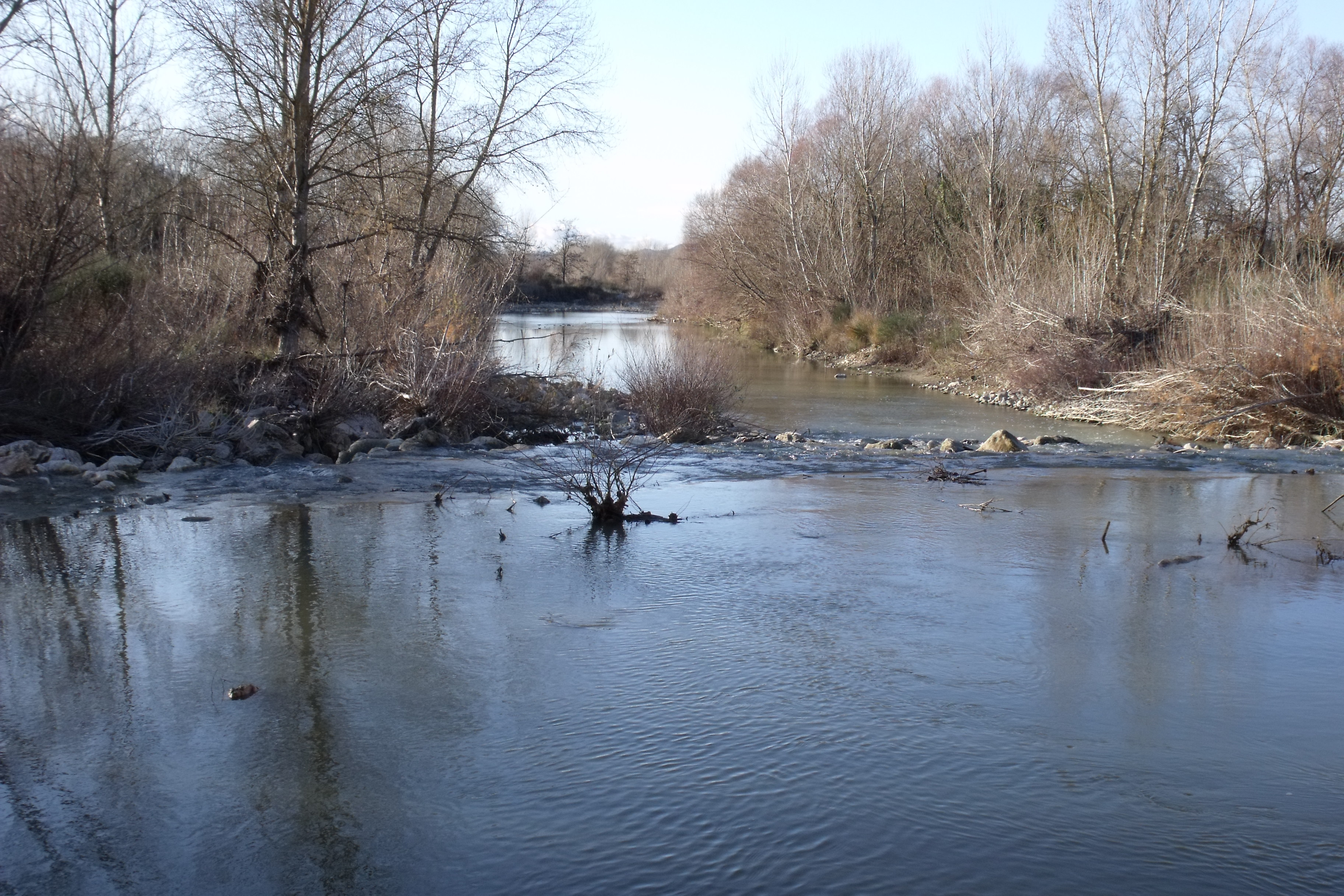
Der Orcia bei Sant’Angelo in Colle (auch Sant’Angelo Scalo oder Stazione Sant’Angelo-Cinigiano genannt)